# زالا مرنیک
زالا مرنیک (انگلیسی: Zala Meršnik؛ زادهٔ ۷ ژوئن ۲۰۰۱) بازیکن فوتبال اهل اسلوونی است.
وی همچنین در تیم ملی فوتبال زنان اسلوونی بازی کرده‌است.